# Idioma wik-ngatharr
Wik-Ngatharr, o Wik-Alken (Wik-Elken), es un idioma pama hablado en la península del Cabo York de Queensland, Australia, por el pueblo Wik-Ngatharr. Es un co-dialecto con el idioma wik-ngathan, y más distantemente relacionado con las otras lenguas wik. En 1981 había 86 hablantes.